# Laurencz László
Laurencz László (Budapest, 1934. július 29. –) magyar kézilabdaedző, volt női szövetségi kapitány.

## Játékosként
Labdarúgóként kezdett sportolni. Csontvelőgyulladása miatt évekre fel kellett hagynia a sportolással. Később Cegléden NB II-es játékos volt. 17 évesen kezdett kézilabdázni, válogatott kerettag volt. Egy vesebetegség vetett véget játékospályafutásának.

## Edzői pályafutása
1962-ben kezdett edzősködni, az Újpesti Gyapjúnál, majd 1965-ben a Budapesti Rendészeti SE-ben folytatta. 1968-ban szerzett edzői diplomát. 1972-től 1978-ig a Bakony Vegyész női csapatának szakmai munkáját irányította. Ebben az időszakban 2-2 bajnoki ezüst- és bronzérmet nyertek, valamint 1973-ban kupagyőzelmet értek el. 1978-tól a Tatabányai Bányász női kézilabdázóit tréningezte és 1983-ban bronzérmet értek el a bajnokságban. Az 1984-1985-ös szezonban a Hypobank Wien és az osztrák női kézilabda-válogatott vezetője volt. Az 1984-es olimpián hatodikok lettek. 1985-ben a Bp. Építők csapatához került. 1989 és 1990 között két magyar bajnoki címet értek el.
1990-ben kinevezték a magyar női kézilabda-válogatott kapitányának. 1991-ben C-, 1992-ben B csoportos világbajnokságot nyert.
Az 1993-as világbajnokságon hetedik, az 1994-es Európa-bajnokságon negyedik helyezést értek el. 1994-től a Dunaferr SE szaktanácsadójaként is dolgozott, akikkel 1995-ben KEK-et nyert. 1995-ben a válogatott ezüstérmet szerzett a világbajnokságon. Az atlantai olimpián bronzérmet értek el. Az 1996-os Európa-bajnokságon 10.-ként végzett a válogatott. Az év magyar edzője választáson harmadik lett ebben az esztendőben. Az 1996 végén lejáró szerződését nem hosszabbították meg.
1997-ben a Gyöngyösi Főiskola kézilabda-csapatának az edzője lett. 1999-ben kinevezték a magyar női ifjúsági válogatott vezetőjének. Az ifikkel 2001-ben Eb bronzérmet ért el. A későbbiekben volt az Esztergom, a Debrecen és a Vác edzője. 2010-től Csepel DSE szakmai igazgatója. 2018 októberében a XXI kerületi önkormányzat döntése nyomán hivatalossá vált, hogy az épülő sportcsarnok Laurencz László nevét fogja viselni. A csarnokot 2020-ban adták át.
2023 óta egy tököli idősek otthonában él.

## Díjai, elismerései
- Mesteredző (1989)
- Magyar Köztársasági Ezüst Érdemkereszt (1996)
- Vác város sportjáért (2009)
- Magyar Köztársasági Arany Érdemkereszt (2010)
- Török Bódog-életműdíj (2015)[4]
- Bay Béla-díj (2015)[5]